# Jan Vincents Johannessen

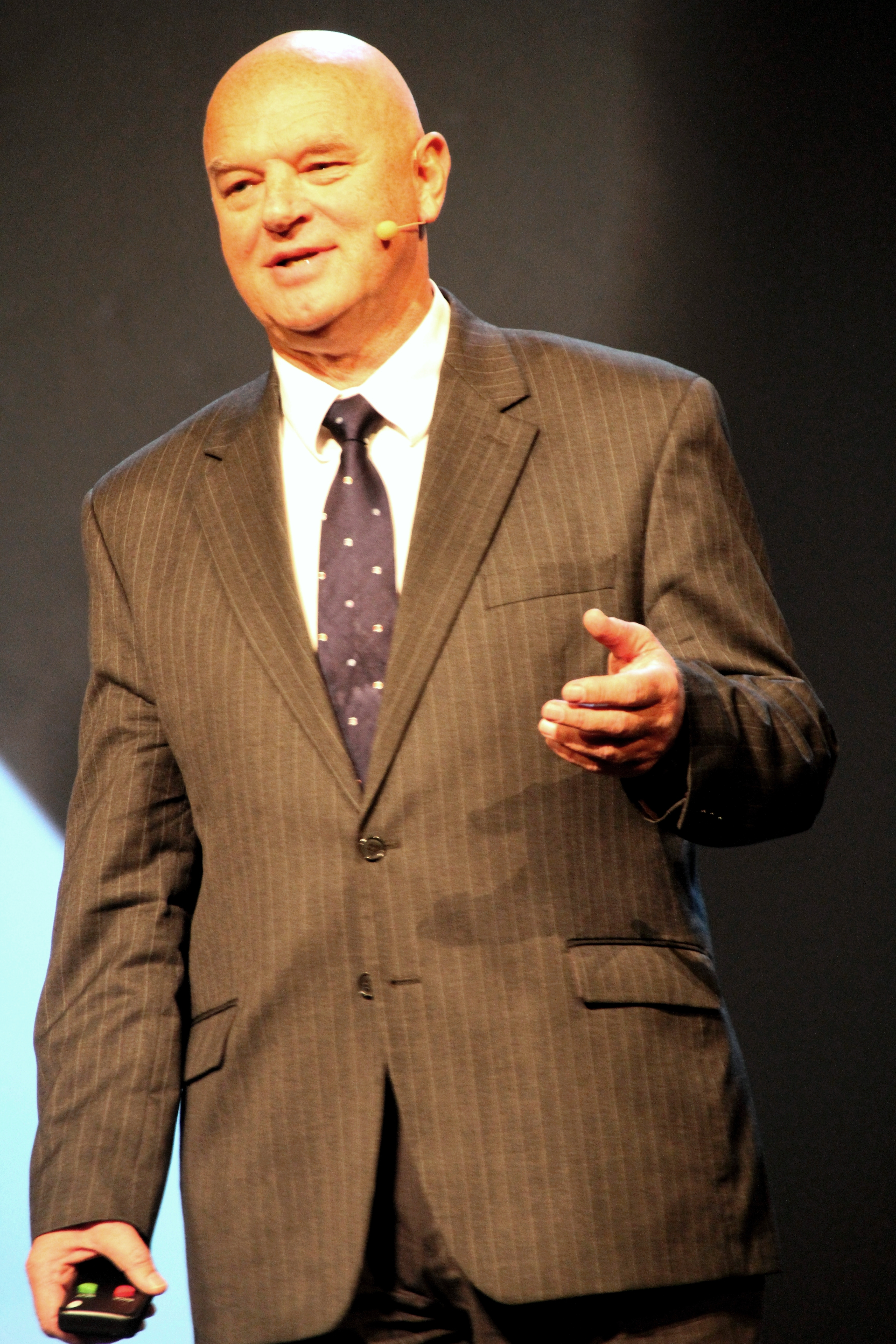
Jan Vincents Johannessen

Jan Vincents Johannessen (Kristiansand, 25 de maio de 1941) é um médico norueguês, pesquisador de câncer, diretor de hospital, pintor, escritor e compositor.
Ele é conhecido por suas pesquisas sobre o câncer e patologias, além de publicações de livros sobre diagnósticos através do uso de microscopia eletrônica. Ele tornou-se Diretor Executivo do Hospital Radiológico Norueguês e do Instituto Norueguês Hydros de Pesquisa do Câncer, a partir de 1983, e do Centro Montebello, a partir de 1990. No ano de 1994, foi condecorado Comendador da Ordem de Santo Olavo. Ele é um membro da Academia Norueguesa de Ciências Tecnológicas.
A 25 de outubro de 2024, foi agraciado com o grau de Comendador da Ordem Militar de Sant'Iago da Espada, de Portugal.